# Synagoge Drove
Die Synagoge Drove stand im Kreuzauer Ortsteil Drove im Kreis Düren an der Ecke Drovestraße/Wewordenstraße.
Drove wurde im 18. Jahrhundert Judendorf genannt, weil hier eine relativ große Zahl von Juden wohnte.

## Geschichte und Beschreibung
Bevor die Synagoge errichtet wurde, stand an gleicher Stelle schon ein Bethaus. Die zwischen 1862 und 1865 erbaute Synagoge war mit einem Zuschuss der Zivilgemeinde erbaut worden. Das zum Neubau benötigte Holz durfte kostenlos im Wald Mausauel geschlagen werden. Ein schmiedeeiserner Zaun schirmte das freistehende Gebäude zur Straße hin ab. Das Gotteshaus war ein massives, verputztes Bauwerk auf rechteckigem Grundriss und mit einem Satteldach versehen. An allen vier Ecken begrenzten gequaderte Pfeiler das Gebäude, die in kleinen Türmchen mit spiralförmigen Aufsätzen endeten. Auf der Giebelspitze saß ein kleines Podest mit dem Davidstern.
Beim Novemberpogrom 1938 am 10. November 1938 wurde das Gebäude von Nationalsozialisten aus Düren, Kreuzau und Drove niedergebrannt. Das Gebäude wurde völlig zerstört. Die Zivilgemeinde erwarb das Grundstück zum Preis von 500 Mark und ließ zwischen 1941 und 1943 die Ruine abreißen.  
1971 und wieder am 9. November 1999 wurde am Standort der Synagoge ein Gedenkstein eingeweiht. Heute befinden sich dort ein Parkplatz, eine Grünanlage und der Kirmesplatz des Ortes.